# Apanteles hoffmanni
Apanteles hoffmanni är en stekelart som beskrevs av Silva Figueroa 1917. Apanteles hoffmanni ingår i släktet Apanteles och familjen bracksteklar. Inga underarter finns listade i Catalogue of Life.